# إد باري (مدير فني)
إد باري (بالإنجليزية: Ed Parry)‏ هو مدير فني أمريكي، ولد في 11 مارس 1885 في ألبيا في الولايات المتحدة، وتوفي في 30 نوفمبر 1966 في مقاطعة كيرن في الولايات المتحدة.